# Comorenwever
De comorenwever (Foudia eminentissima) is een zangvogel uit de familie Ploceidae (wevers en verwanten).

## Verspreiding en leefgebied
Deze soort is endemisch op de Comoren en telt 4 ondersoorten:
- F. e. consobrina: Grande Comore.
- F. e. anjuanensis: Anjouan.
- F. e. eminentissima: Mohéli.
- F. e. algondae: Mayotte.